# ISO/IEC 15504
ISO/IEC 15504 Информационные технологии — Оценка процесса, также именуется англ. Software Process Improvement and Capability Determination, SPICE, что переводится как улучшение процесса разработки программного обеспечения и определение возможностей. Представляет собой набор документов технических стандартов для процесса разработки программного обеспечения и связанных с ним функций управления бизнесом. Это один из совместных стандартов Международной организации по стандартизации (ISO) и Международной электротехнической комиссии (IEC), который был разработан совместным подкомитетом ISO и IEC, ISO/IEC JTC 1/SC 7.
Стандарт ISO / IEC 15504 изначально был основан на стандарте жизненного цикла процессов ISO/IEC 12207 и на таких моделях зрелости, как Bootstrap, Trillium и Capability Maturity Model (CMM).
ISO/IEC 15504 был заменен: ISO/IEC 33001:2015 Информационные технологии — Оценка процессов — Понятия и терминология по состоянию на март 2015 г. и больше не доступен в ISO.